# Corral d'en Romagosa
El Corral d'en Romagosa és una obra del municipi de Begues (Baix Llobregat) inclosa en l'Inventari del Patrimoni Arquitectònic de Catalunya.

## Descripció
Es tracta d'un edifici de tipologia popular d'una gran senzillesa. La casa de molt petites dimensions, té tres obertures, dues a la planta baixa i una a la planta del pis just a sobre de la porta. La coberta és d'una sola vessant i està tancat per un mur emblanquinat.